# Pécs címere
Pécs jelenlegi címere megegyezik Pécs város 1780-ban, szabad királyi várossá váláskor a szabadalomlevélben található címerrel. 

Pécs város nagycímere

## Története
A város első ismert pecsétje 1445-ből származik. Ezen egy kaputorony található, felette két kulcs. Körben a felirat: Sigillum Civitatis Quinque Ecclesiensis. A dokumentumot, melyen ez a pecsét található, a bécsi levéltárban őrzik. Feltehetően ezt a pecsétet használta a város az oszmánok 1543-as bevonulásáig.
A következő ismeretes pecsét 1605-ből származik, a város Rátky Menyhért részére írt levélen megörökítve. Ezen a pecséten szintén egy vár található, ám a korábbi sematikussal ellentétben ez a pécsi vár déli távlati nézetből – ez egyben a pécsi vár legrégebbi fennmaradt, hitelesnek tekinthető ábrázolása. A várkapu felett háromszög található. A pajzs felső részén 4 torony (azaz feltehetően a székesegyház), felette keresztbe tett kulcsok. A pajzs körül szalag található, rajta a Sigillum Civitatis Quinque Ecclesiensis felirat.
A 17-18. századból több igen hasonló pecsét is fennmaradt (1691-es, 1705-es, illetve 1505-ös évszámmal ellátott pecsétek is előkerültek, utóbbi feltehetően 1732 és 1779 között volt használatban). Mind címerül a négy tornyú székesegyházat ábrázolja. 1505-ös dátummal ellátott pecsétek mellett a hozzájuk használt ezüst ill. réz pecsétnyomó is fennmaradt a püspöki levéltárban.
Felirata Sigillum Minus Civitatis Quinque Ecclesiensis, Sigillum Maius Civitatis Quinque Ecclesiensis, vagy Sigillum Civitatis Quinque Ecclesiensis volt. Az 1505-ös évszám használatára feltételezések szerint azért volt szükség, hogy a város a pecsét használatával bizonyítsa és tudatosítsa a II. Ulászlótól kapott kiváltságokat, miután 1703-ban elvesztette szabad királyi város státuszát, és visszaállította a püspökség földesúri jogait.

### Az 1780-as címer
Az 1780. évben Mária Terézia által adományozott, szabad királyi városi státuszt biztosító szabadalomlevél közepén lévő címer, két változatban – címerpajzs és a nagycímer – használható.
A pecsét pajzsa pedig kék színű, melynek zöld alsó részéből három hegycsúcs emelkedik ki. Ezek egymástól elkülönülnek. A középső, mely a város felé fekszik, a Mecseknek nevezett hegyet ábrázolja és egyszerű arany koronával van ékesítve. Ennek tövénél a nevére való utalással látható ugyanaz a szabad és királyi város, melyet fal vesz körül, négy sarkánál ugyanannyi tárt kapu, csúcsos tornyocskákkal, piros tetőzettel. Feltűnő az ötödik, a középen lévő székesegyház tornyának arannyal és szabályos rendben elhelyezett ablakainak rajzával díszített építménye. Jobb oldalról az Aranyhegy nevezetű, bal oldalról a másik hegy, a Tettye látszik, melynek tövéből ugyanazon nevű folyócska csörgedezik, zöld réten át.

A bal oldali csúcsos tornyocska vidékéről aranyozott szalag vezet, mely hidat jelez. A felső részen egyik oldalról arany hatágú csillag, a másik oldalon ezüst színű felkelő hold tündököl. A pajzs homlokrészén felül van elhelyezve, nemesebb színnel festve, a mi különleges kegyelmünkből a legfenségesebb császárnak, a mi legdrágább fiunknak és a mi saját kezdőbetűink I(osephus) II. M(aria) T(heresia) olvashatók.
Az egész pajzsot egyszerű arany korona fedi, kétoldalt oszlopok szerepét betöltő alakok állnak egymással szemben. Innét a hűség, arany mellvértben, kék tógában, hátul lebegő, skarlátszínű uszályban öltözötten. Lábainál homályos foltokkal tarkázott fehér kutya hever, melynek nyakát piros örv veszi körül. Amonnét az ipar, hosszú fehér ruhába öltözötten, mely felett a másik, a rövidebb mínium színű. Zöldes uszály a bal vállán átvetve. Baljában kapát tart, lábainál aranyozott méhkas helyezkedik el, felül négy méhecske röpköd. Két oldalról egymással szemben az alakok a pajzsot tartják.
Magának a címernek a karimáján ez a felirat olvasható: SIGILLUM LIBERAE REGIAEQUE CIVITATIS QUINQUE-ECCLESIENSIS, amint hogy mindezek a mi jelen jóságos oklevelünknek kezdetén, vagyis címlapján a képíró kiművelt kezével és művészetével, sajátos színeivel megfestve, világosan a szemlélők tekintete elé állítva láthatók.

Elhatározzuk és biztos ismeretünkkel és megfontolt lélekkel megengedjük, hogy a mi említett szabad királyi városunknak, Pécsnek polgárai, telepesei és lakói, továbbá mindezek leszármazottai és utódai e város címerpajzsával az imént ismertetett módon megrajzolt és metszett pecsétjével, összes és bármely levelüket, ha a közösség nevében küldik el bármi ügyben is, vörös viasszal bélyegezhessék le és az ilyen módon, az említett színű függő vagy rányomott viaszpecséttel, mint a többi szabad és királyi városaink levelét is, melynek pecsétjén hasonló színű viaszt használtak, azt érvényesíthessék és hitelesíthessék, és ezt kell alkalmazniuk ténylegesen és kétséget kizárólag.

### Pécs szocialista címere
1974 és 1989 között – a szocialista gyakorlatnak megfelelően – Pécs városának antiheraldikus címere volt. A címerpajzs felső, arany (vagy narancs) színű, bástyára emlékeztető része a város múltját jelképezi, a középső mélykék (ultramarin) rész a műemlékekre utal, formájában a dzsámi vehető ki (félköríves alak tetején félholddal). A címer alsó részének fekete félköríves része a bányászatot, a benne szereplő vörös kalapács az ipart, a kalapácson keresztbe rakott könyv a tudományt jelképezte. A felső arany részben bal (heraldikailag jobb) oldalon a kor szokásainak megfelelően vörös csillag kapott helyet.
A címert 1968-ban tervezte Szabó Alajos grafikus. Ekkor új zászlóra vonatkozó tervek is megjelentek, melynek színei kék-sárga-fekete voltak.
A város új zászlója halványkék volt, benne a címerrel és a város nevével, amely mélykék színű volt és végig nagybetűkkel szerepelt.
Érdekesség, hogy a Sopianae cigaretta 1973-as megjelenése óta, tehát a kommunista időkben is az 1780-as címerpecsét kiscímerét szerepeltette dobozain, és nem az antiheraldikus szocialista címert.

### Pécs jelenlegi címere
A városi tanács 1989 májusi ülésén a címerbizottság az 1780-as barokk címer visszaállítását javasolta. A címer visszaállítását a szeptember 14-i ülésen fogadták el.
A rendszerváltás után Pécs város címerének és zászlajának használatáról a Pécs Megyei Jogú Város Önkormányzata Közgyűlésének 26/1991. (X. 5.) önkormányzati rendelete a város címeréről és zászlójáról határozott (melyet 1999-ben a 23/1999. (IV. 30.) önkormányzati rendelet, majd 2012-ben a jelenleg is hatályos 57/2012. (XII. 14.) önkormányzati rendelet váltott. A rendelet az 1780-ban készült címert állítja vissza a város címereként és pecsétjeként. A rendelet a nagycímer használatát, illetve (monokróm, illetve kék-sárga-fehér színben) a címerpajzs használatát szabályozza.
A város zászlója kék-sárga 2:3 méretarányú, fekvő (vagy álló) téglalap alakú, amelynek középső részén helyezkedik el a város címere.

### A jelenlegi címer változatai
- Kiscímer: Csak a pajzsot tartalmazza a városrajzzal, a csillaggal, a holddal és a felső részén a királyi monogramokkal.
- Középcímer: A pajzson kívül a tetején szereplő koronát és a két pajzstartó nőalakot is ábrázolja a lábaiknál fekvő állatokkal, és a pajzs alatt az 1780-as évszámmal. Ennek a változatnak van egy nem színhelyes formája is, amelyen a középső hegy zöld helyett ezüsttel van ábrázolva, és a nőalakok ruházatának színe is eltérő.
- Nagycímer: A középcímer sötétzöld háttér előtt, amelyet egy kerek karima vesz körül, amin a körben a következő felirat olvasható: SIGILL(UM) LIBER(AE) ET REG(IAEQUE) CIVITATIS QUINQUE ECCLESIEN(SIS). (Egyes szavak nem fértek el teljes hosszukban a karimán, a zárójelben szereplő szórészletek, azok amelyek kimaradtak, a szavak egy ponttal rövidítve vannak.) Ez a címerváltozat szerepel a város zászlaján is.

## Galéria

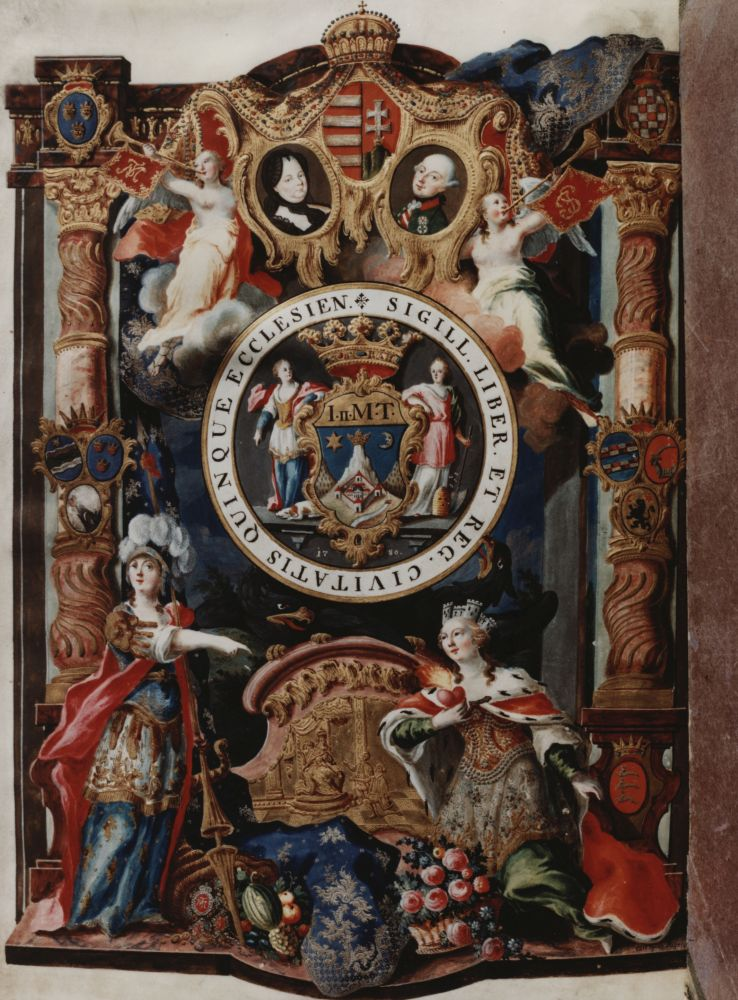
Pécs címere, 1780. A címeren három hegycsúcs található, a fallal körülvett város, nyitott kapukkal, egy híd, egy csillag, a hold, és „I II. M T” kezdőbetűk
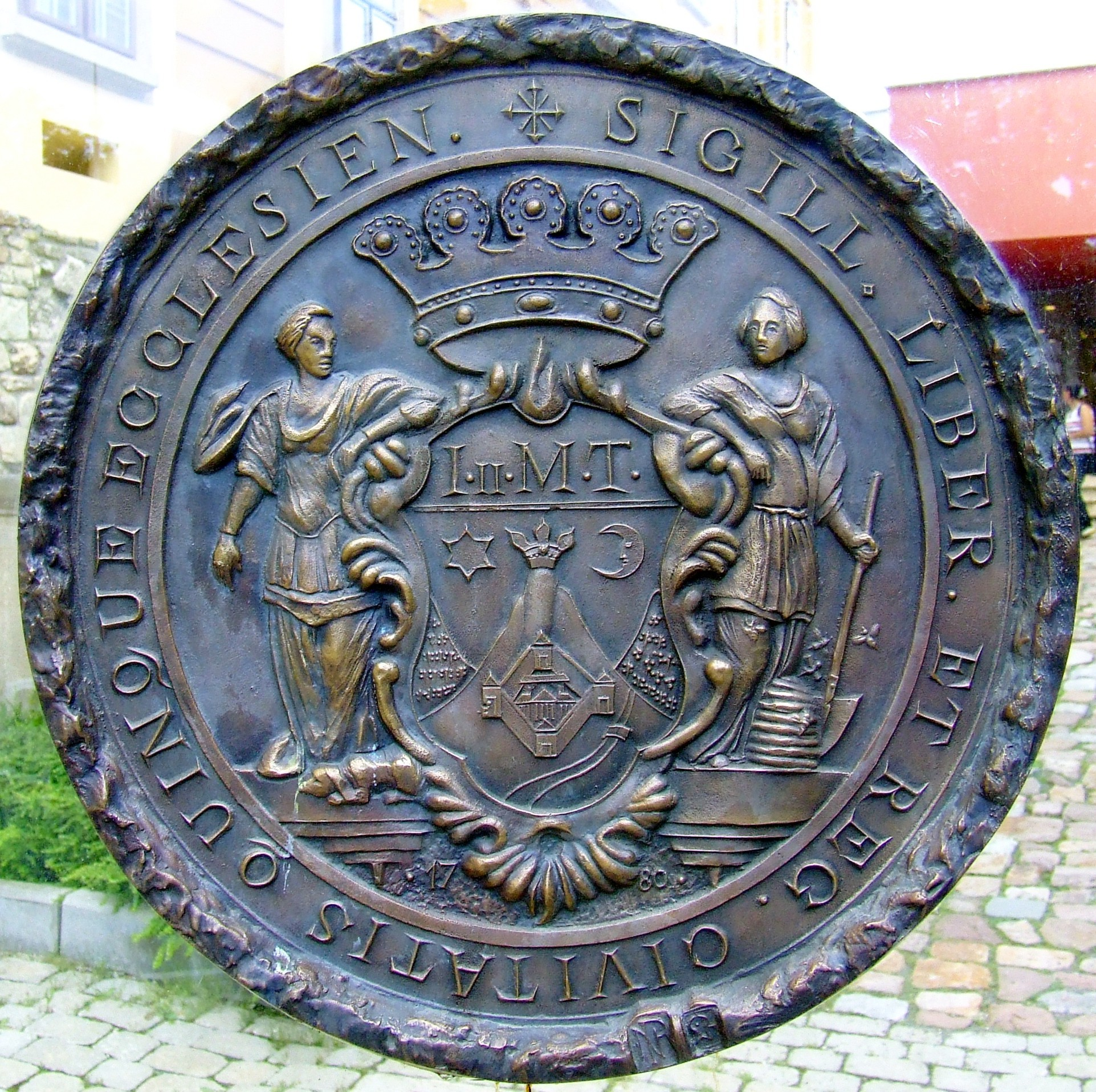
Dombormű a pécsi püspöki levéltár és plébánia épülete közelében
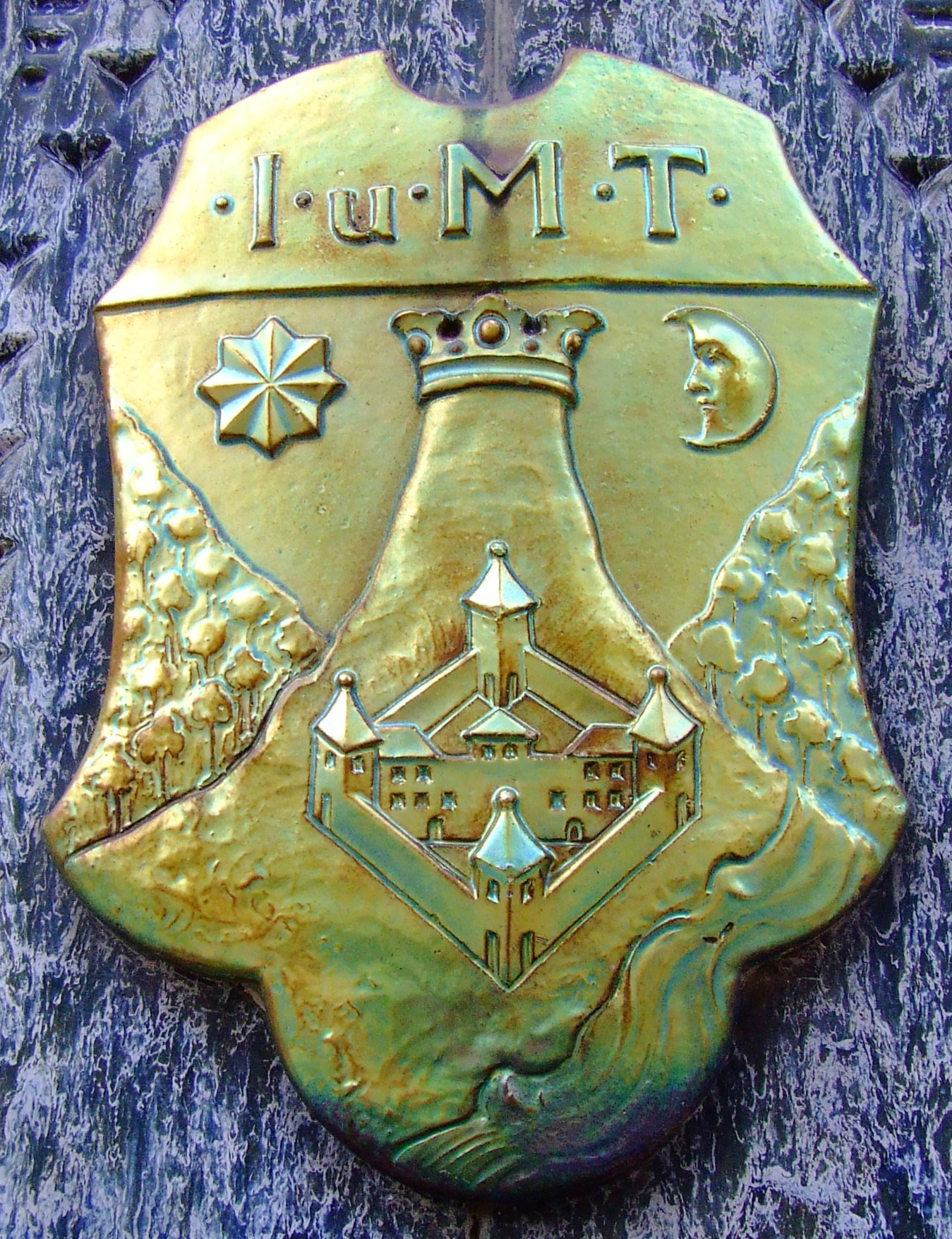
Eozin címerpajzs a Zsolnay-kúton
Pécs nem színhelyes középcímere
Pécs antiheraldikus szocialista címere (1974–1989)
Pécs város nagycímere
Pécs város zászlója (1974–1989)
Pécs város zászlója (1989–)